# Burns Township (Michigan)
Burns Township ist eine der 16 Townships im Shiawassee County im US-Bundesstaat Michigan.  Zum Zeitpunkt des United States Census 2000 lebten hier 3500 Personen.

## Geographie
Nach den Angaben des United States Census Bureau hat die Township eine Gesamtfläche von 92,5 km², wovon 91,9 km² auf Land und 0,6 km² (= 0,62 %) auf Gewässer entfallen.

### Ortschaften
Innerhalb der Township liegen die Ortschaften:
- das Village of Byron 42° 49′ N, 83° 57′ W[1]
- Union Plains ist eine Unincorporated Community an Grand River Road und Reed Road.[2] 42° 50′ N, 84° 1′ W[3]

## Geschichte
Whitmore Knaggs richtete 1820 einen Handelsposten ein, um mit den hier lebenden Ojibwe Waren und Pelze zu tauschen. Die Township wurde 1835 organisiert.

## Demographie
Zum Zeitpunkt des United States Census 2000 bewohnten Burns Township 3500 Personen. Die Bevölkerungsdichte betrug 38,1 Personen pro km². Es gab 1230 Wohneinheiten, durchschnittlich 13,4 pro km². Die Bevölkerung Burns Townships bestand zu 97,91 % aus Weißen, 0,03 % Schwarzen oder African American, 0,43 % Native American, 0,17 % Asian, 0 % Pacific Islander, 0,06 % gaben an, anderen Rassen anzugehören und 1,40 % nannten zwei oder mehr Rassen. 1,51 % der Bevölkerung erklärten, Hispanos oder Latinos jeglicher Rasse zu sein.
Die Bewohner Burns Townships verteilten sich auf 1191 Haushalte, von denen in 40,4 % Kinder unter 18 Jahren lebten. 70,2 % der Haushalte stellten Verheiratete, 7,6 % hatten einen weiblichen Haushaltsvorstand ohne Ehemann und 16,6 % bildeten keine Familien. 13,8 % der Haushalte bestanden aus Einzelpersonen und in 5,2 % aller Haushalte lebte jemand im Alter von 65 Jahren oder mehr alleine. Die durchschnittliche Haushaltsgröße betrug 2,94 und die durchschnittliche Familiengröße 3,20 Personen.
Die Bevölkerung verteilte sich auf 29,2 % Minderjährige, 7,3 % 18–24-Jährige, 30,5 % 25–44-Jährige, 23,9 % 45–64-Jährige und 9,2 % im Alter von 65 Jahren oder mehr. Der Median des Alters betrug 35 Jahre. Auf jeweils 100 Frauen entfielen 104,0 Männer. Bei den über 18-Jährigen entfielen auf 100 Frauen 100,0 Männer.
Das mittlere Haushaltseinkommen in Burns Township betrug 49.671 US-Dollar und das mittlere Familieneinkommen erreichte die Höhe von 52.888 US-Dollar. Das Durchschnittseinkommen der Männer betrug 43.611 US-Dollar, gegenüber  US-Dollar bei den Frauen. Das Pro-Kopf-Einkommen belief sich auf 19.622 US-Dollar. 5,5 % der Bevölkerung und 3,3 % der Familien hatten ein Einkommen unterhalb der Armutsgrenze, davon waren 8,5 % der Minderjährigen und 0,9 % der Altersgruppe 65 Jahre und mehr betroffen.